# Nienburg
Se även Nienburg, Sachsen-Anhalt
Nienburg/Weser är en stad i Landkreis Nienburg/Weser i den tyska delstaten Niedersachsen med omkring 32 000 invånare. Den ligger vid floden Weser, omkring 50 kilometer nordväst om Hannover.

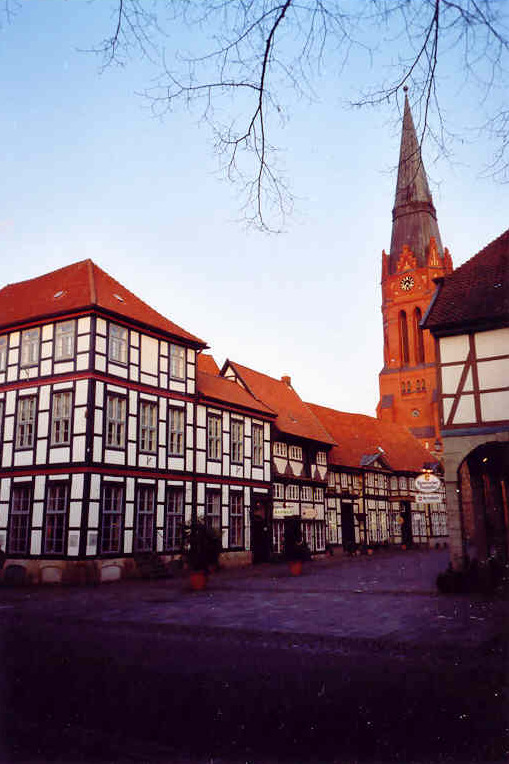